# Liste bekannter Religionsphilosophen
Diese Liste führt – ohne Anspruch auf Vollständigkeit – bekannte Religionsphilosophen auf, deren Werke auf ihre Zeitgenossen und teils auch auf die Nachwelt erheblichen Einfluss hatten.
| Name                                  | rel. orientierung    | phil. Schule            |
| ------------------------------------- | -------------------- | ----------------------- |
| Alan Watts                            | Buddhismus, Daoismus |                         |
| Frithjof Schuon                       | Islam                |                         |
| Laozi                                 | Daoismus             |                         |
| Ludwig Feuerbach                      | Atheismus            |                         |
| Sarvepalli Radhakrishnan              | Hinduismus           |                         |
| Al-Ghazali                            | Islam                |                         |
| Alvin Plantinga                       | katholisch           | analytische Philosophie |
| Anselm von Canterbury                 | katholisch           |                         |
| Anthony Kenny                         |                      | analytische Philosophie |
| Augustinus von Hippo                  | katholisch           |                         |
| Averroes                              | Islam                |                         |
| Avicenna                              | Islam                |                         |
| Bernard Bolzano                       |                      |                         |
| Christoph Jäger                       |                      | analytische Philosophie |
| Edmund Runggaldier                    | katholisch           | analytische Philosophie |
| Emmanuel Levinas                      | Judentum             |                         |
| Ernst Steinbach                       | protestantisch       |                         |
| Eugen Biser                           | katholisch           |                         |
| Franz Brentano                        |                      |                         |
| Franz Rosenzweig                      | Judentum             |                         |
| Franz von Kutschera                   |                      | analytische Philosophie |
| Friedrich Daniel Ernst Schleiermacher | protestantisch       |                         |
| David Friedrich Strauß                | protestantisch       |                         |
| Georg Wunderle                        | katholisch           |                         |
| Georgi Wassiljewitsch Florowski       | orthodox             |                         |
| Godehard Brüntrup                     |                      | analytische Philosophie |
| Hans Küng                             | katholisch           |                         |
| Hermann Lotze                         |                      |                         |
| Hilary Putnam                         |                      | analytische Philosophie |
| Ingolf U. Dalferth                    |                      | analytische Philosophie |
| Jacques Bouveresse                    | Atheismus            | analytische Philosophie |
| Jeschajahu Leibowitz                  | Judentum             |                         |
| John Leslie Mackie                    | Atheismus            | analytische Philosophie |
| Karl Barth                            | protestantisch       |                         |
| Karl Rahner                           | katholisch           |                         |
| Longchenpa                            | Buddhismus           |                         |
| Lynne Rudder Baker                    |                      | analytische Philosophie |
| Maimonides                            | Judentum             |                         |
| Martin Buber                          | Judentum             |                         |
| Meister Eckhart                       | katholisch           |                         |
| Nagarjuna                             | Buddhismus           |                         |
| Nicholas Wolterstorff                 |                      | analytische Philosophie |
| Nikolai Alexandrowitsch Berdjajew     | orthodox             |                         |
| Nikolaus von Kues                     | katholisch           |                         |
| Paul Tillich                          | protestantisch       |                         |
| Pawel Alexandrowitsch Florenski       | orthodox             |                         |
| Peter Geach                           |                      | analytische Philosophie |
| Richard Swinburne                     |                      | analytische Philosophie |
| Robert M. Adams                       |                      | analytische Philosophie |
| Romano Guardini                       | katholisch           |                         |
| Said Nursi                            | Islam                |                         |
| Sergei Nikolajewitsch Bulgakow        | orthodox             |                         |
| Simon Ljudwigowitsch Frank            | orthodox             |                         |
| Sören Kierkegaard                     | protestantisch       |                         |
| Thomas von Aquin                      | katholisch           |                         |
| William Alston                        |                      | analytische Philosophie |
| Wladimir Sergejewitsch Solowjow       | orthodox             |                         |
| Wolfhart Pannenberg                   | protestantisch       |                         |
| Zhuangzi                              | Daoismus             |                         |